# Evernham Motorsports
Evernham Motorsports est une ancienne écurie NASCAR basée à Statesville en Caroline du Nord et dirigée par Ray Evernham (en).

## Parcours en NASCAR Cup Series
L'écurie s'engage en NASCAR Cup Series, première division de la discipline, pour les trois dernières courses du championnat 2000 avec la Dodge no 19 de Casey Atwood. Il est rejoint en 2001 par la no 9 de Bill Elliott qui fait la pole position dès sa première course au Daytona 500 puis s'impose à Miami en fin d'année. Atwood en revanche ne fait pas mieux qu'un top 5 et est remplacé l'année suivante par Jeremy Mayfield. Après deux nouveaux succès en 2002 et un supplémentaire en 2003, Elliott est à son tour remplacé au volant de la no 9 par Kasey Kahne en 2004. Malgré quatre pole positions, celui-ci doit attendre la course de Richmond en 2005 pour décrocher sa première victoire. Kahne remportera six autres courses en 2006 et terminera huitième du championnat pour ce qui sera la meilleure année de l'écurie. De son côté, Jeremy Mayfield gagne deux courses (une en 2004 et une en 2005) mais est remplacé par Elliott Sadler en 2007.

## Nouvelle organisation puis fusion
Après les deux tiers de la saison 2007, l'écurie est renommée Gillett Evernham Motorsports à la suite de l'entrée au capital de George N. Gillett Jr., ancien propriétaire des Canadiens de Montréal et du Liverpool Football Club. Deux ans plus tard, l'équipe fusionne avec Petty Enterprises pour donner naissance à la Richard Petty Motorsports.
Entre 2000 et 2007, Evernham Motorsports aura participé à 492 courses, remporté 13 succès et réalisé 23 pole positions.